# Kepenuhan Barat Mulya
Kepenuhan Barat Mulya is een bestuurslaag in het regentschap Rokan Hulu van de provincie Riau, Indonesië. Kepenuhan Barat Mulya telt 2593 inwoners (volkstelling 2010).